# Nikolaj Hougs
Nikolaj Hallum Hougs (født 11. januar 2006 i Hellerup) er en cykelrytter fra Danmark, der kører mountainbike for Cube factory racing XC.

## Karriere
Hougs begyndte at køre mountainbike hos Holte MTB Klub.
I maj 2024 blev han U/19-europamester i XCO (Cross-Country Olympics). I august samme år vandt han bronze ved verdensmesterskaberne, kun overgået af landsmanden Albert Withen Philipsen og spanske Hugo Franco Gallego. I 2024 vandt Nikolaj Hougs ti sejre, og besatte i oktober førstepladsen på juniorverdensranglisten. Det resulterede i at han skrev kontrakt med det professionelle tyske UCI-team Cube Factory XC. Kontrakten var gældende fra 2025-sæsonen.